# Im Tal der Angst
Im Tal der Angst (englischer Originaltitel: Sherlock Holmes and the Valley of Fear) ist eine australische Zeichentrickfilm-Adaption des Kriminalromans Das Tal der Angst von Arthur Conan Doyle.

## Handlung
Die Handlung entspricht, wenn auch in stark gekürzter Form, der literarischen Vorlage:
Der Privatdetektiv Sherlock Holmes und sein Assistent Dr. Watson sollen den Mord an John Douglas aufklären, einem reichen Amerikaner und Besitzer des englischen Landsitzes Birlstone Manor House. Sein Freund Cecil Barker fand ihn, erschossen mit einer Schrotflinte, sodass sein Gesicht vollkommen unkenntlich war. Holmes verhört Barker, Douglas’ Frau sowie zwei Hausangestellte. Aufgrund einiger Indizien vermutet Holmes, dass Barkers Geschichte über das Auffinden der Leiche gelogen war und Douglas’ Frau diese Lüge deckt.
Die Polizei findet ein Fahrrad in der Nähe des Anwesens und kann die Identität von dessen Besitzer feststellen. Dieser ist jedoch verschwunden und die Polizei hält ihn für den Mörder. Holmes findet im Wassergraben, der das Haus umgibt, ein Bündel mit Kleidung, das er auch dem Besitzer des Fahrrades zuordnet. Er legt das Bündel zurück und kündigt an, den Wassergraben zur Suche nach Spuren leeren zu lassen. Diese Ankündigung ist jedoch nur ein Trick, und er geht auf: In der Nacht holt Barker das Bündel aus dem Graben und Holmes stellt ihn zur Rede. Nun wird klar, was Holmes schon länger vermutet, nämlich dass die Leiche gar nicht die von John Douglas ist, sondern Douglas einen anderen Mann getötet hat und sich seitdem im Haus versteckt hält. Daraufhin zeigt sich tatsächlich der lebendige Douglas und erzählt, wie es zu der Tat kam:
15 Jahre zuvor ging Douglas, damals unter dem Namen Jack McMurdo, von Chicago nach Vermissa Valley in Pennsylvania, wo er sich einem kriminellen Geheimbund anschloss, der die Gegend unsicher machte. Monate später stellt sich heraus, dass er als Undercover-Ermittler die Gruppe infiltriert und zu deren Verhaftung beigetragen hat. Ted Baldwin, einer der Kriminellen, schwört Rache. McMurdo flieht nach Kalifornien, wo er durch Goldfunde reich wird, und geht unter dem Namen Douglas nach England. Doch nun steht plötzlich Baldwin in seinem Zimmer und bedroht ihn mit einer Schrotflinte. Es kommt zu einem Kampf, in dessen Verlauf sich ein Schuss löst und Baldwin selbst tötet. Douglas’ Frau und Barker unterstützen ihn dabei, es wie seinen eigenen Tod aussehen zu lassen. Dies ist möglich, da Baldwin und Douglas von ähnlichem Alter und ähnlicher Statur sind sowie das gleiche Brandzeichen am Unterarm tragen, ein Symbol des Geheimbunds.
Die weitere Lebensgeschichte von Douglas, die im Epilog des Romans erzählt wird, kommt im Film nicht vor. Auch ein Bezug des Falls zu Holmes’ Erzfeind Moriarty wird, im Gegensatz zum Roman, nicht hergestellt.

## Produktion
Der Film wurde von Burbank Films Australia (heutiger Name: Burbank Animation Studios) produziert und am 14. Januar 1983 veröffentlicht, später erschien er auch auf VHS und DVD.
Im gleichen Jahr produzierte das Studio noch drei weitere Sherlock-Holmes-Trickfilmadaptionen. In Deutschland erschienen 2021 bei Pidax Film alle vier Filme zusammen als Sherlock Holmes Trickfilm Collection auf DVD.

## Synchronisation
Der Synchronsprecher für Sherlock Holmes war Peter O’Toole, Dr. Watson wurde von Earle Cross gesprochen. Weitere Rollen sprachen Brian Adams, Colin Borgonon, Judy Nunn, Ron Haddrick, Robin Stewart, John Stone und Henri Szeps.